# Afrikaanse Taalmonument

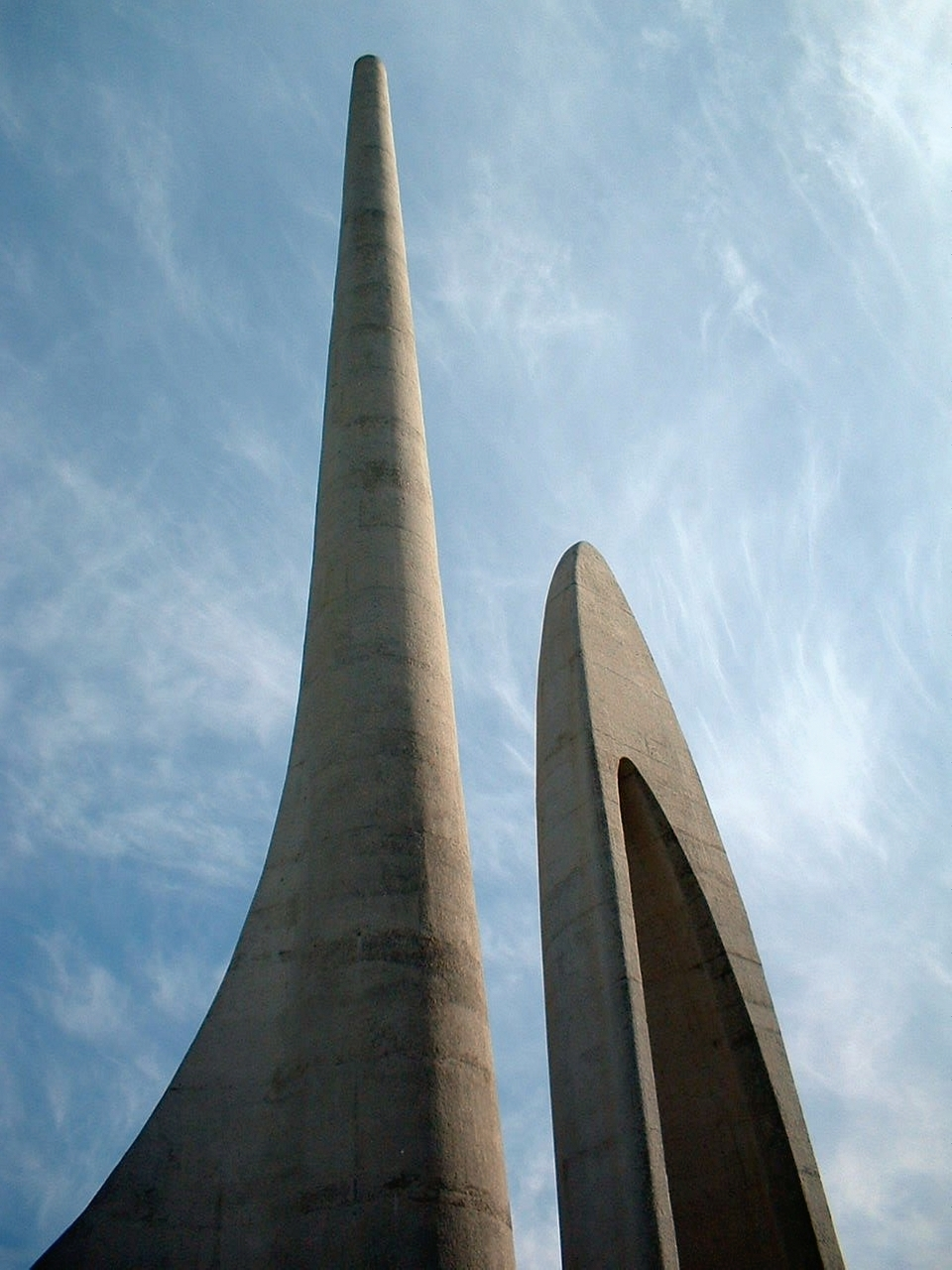
Obeliscos do monumento em Paarl

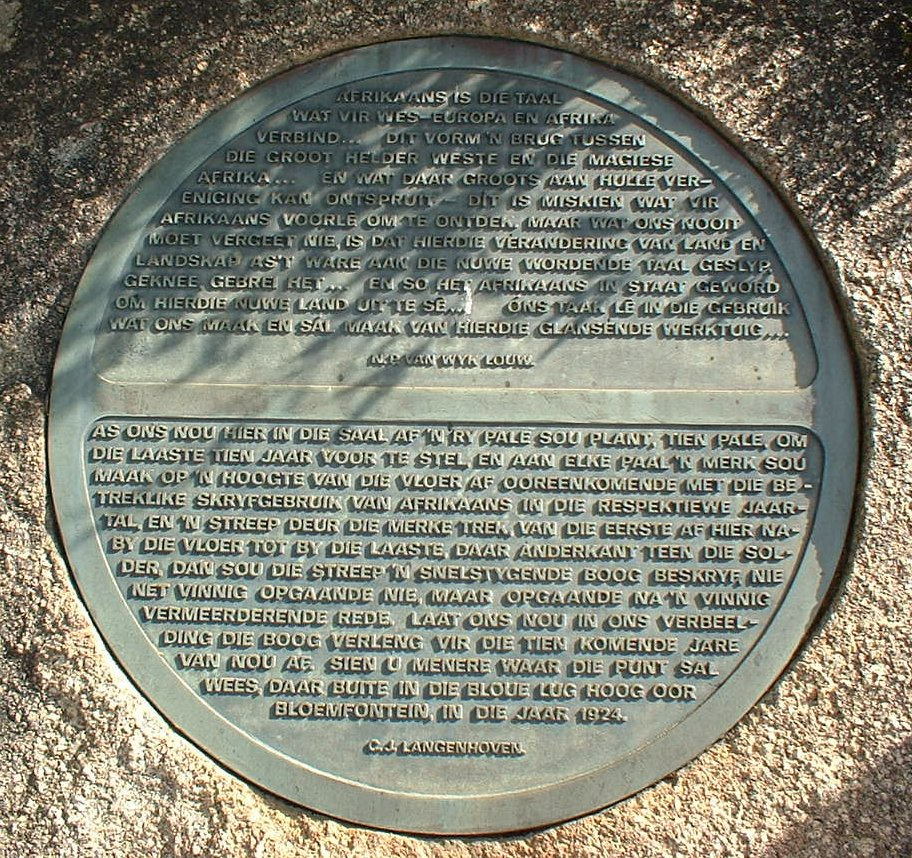
Placa comemorativa com as duas citações de poetas em Afrikaans

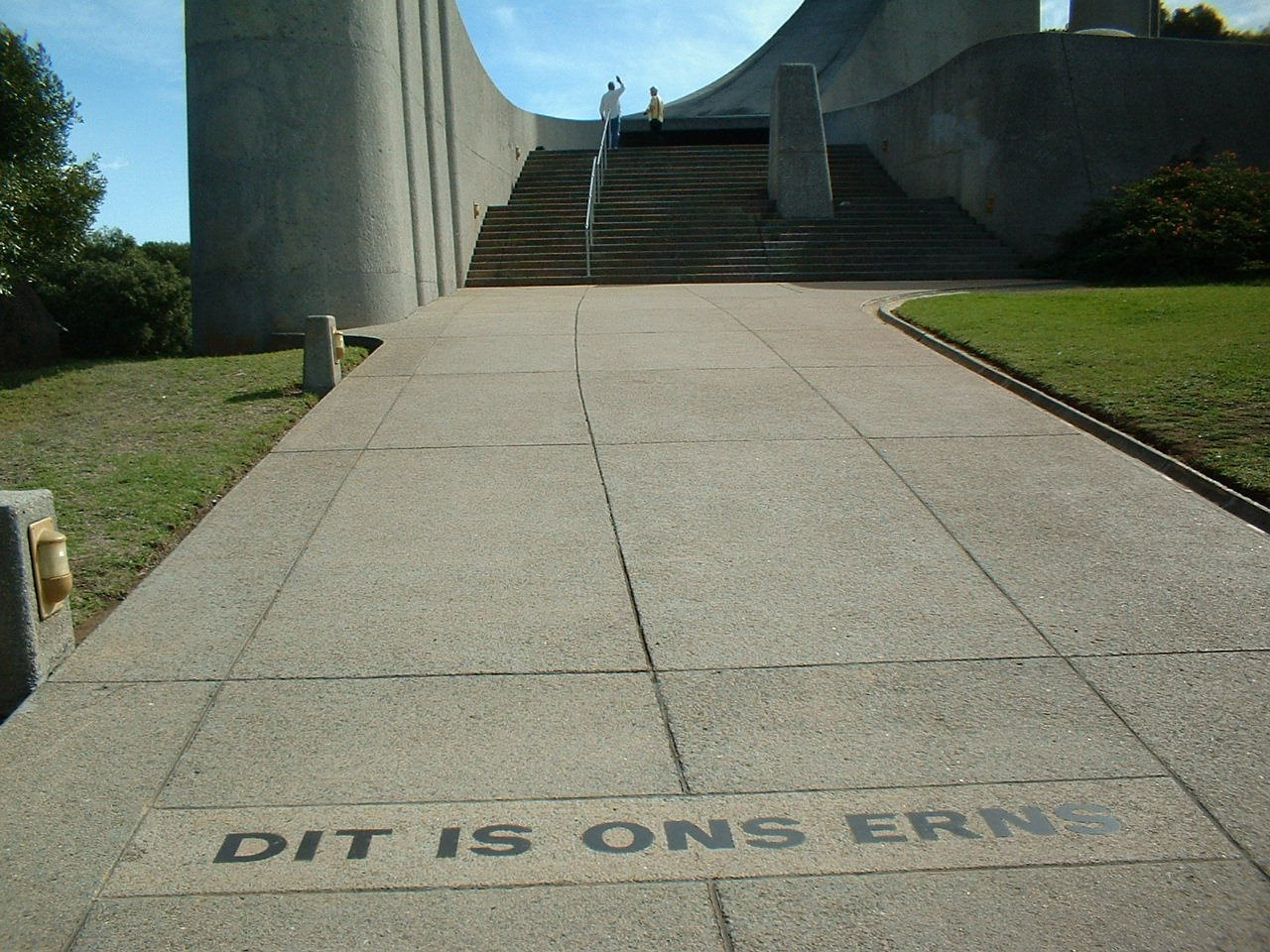
A estrada para o monumento.

O Afrikaans Language Monument é um monumento dedicado à língua africâner. Este monumento foi projetado por Jan van Wijk e inaugurado em 1975. É também conhecido como Segundo Monumento da Língua.
O Primeiro Monumento da Língua foi erguido em Burgersdorp em 1893. O Monumento da Segunda Língua foi construído em uma colina acima de Paarl, na Província do Cabo Ocidental, na África do Sul . O monumento foi concluído em 1975 para comemorar o meio século de reconhecimento oficial do Afrikaans como uma língua independente separada do holandês . O monumento consiste em várias estruturas crescentes de natureza convexa e côncava, que simbolizam as influências de várias outras línguas e culturas, bem como os desenvolvimentos políticos na África do Sul, no Afrikaans:
- Oeste - as influências europeias na língua
- África - influências africanas na língua
- Bridge - influências do sudeste asiático na linguagem
- Afrikaans - a própria língua
- República - proclamada em 1961
- A língua e cultura malaia

Em uma grande inscrição na entrada, duas citações de poetas / escritores proeminentes na língua Afrikaans foram gravadas:
- Afrikaans é a língua que conecta a Europa Ocidental e a África. . . Ele forma uma ponte entre o grande e brilhante Ocidente e a mágica África. . . E o que pode emergir de sua associação - talvez seja o que o Afrikaans deverá descobrir. Mas o que nunca devemos esquecer é que essa mudança de terreno e paisagem foi, por assim dizer, aguçada, amassada, tricotada, tricotada para a nova linguagem. . . E assim o Afrikaans tornou-se capaz de expressar este novo país. . . Nossa tarefa está no uso que fazemos e faremos desta ferramenta brilhante. . . - NP van Wyk Louw

- Se fôssemos plantar uma fileira de postes aqui no corredor, dez postes, para representar os últimos dez anos, e fazer uma marca em cada mastro a uma altura do chão correspondente ao uso relativo da escrita do Afrikaans no respectivo ano, e traçar uma linha através das marcas do primeiro aqui perto do chão até o último ali através do sótão, então a linha descreveria um arco rapidamente ascendente, não apenas ascendendo rapidamente, mas ascendendo para uma razão crescente rapidamente. Vamos agora, em nossa imaginação, estender o arco para os próximos dez anos a partir de agora. Vejo vocês, senhores, onde estará o ponto, lá no céu azul, bem acima de Bloemfontein, no ano de 1924. - CJ Langenhoven

A frase "DIT IS ONS ERNS" está no caminho para o monumento. Palavras que ficaram famosas na luta pelo reconhecimento do Afrikaans. A princípio foi apenas uma batalha do Cabo, mas em abril de 1905 também começou no então Transvaal, quando Gustav Preller publicou sua série de artigos Laat 't Ons Toch Ernst Wezen no De Volkstem e com implacável lógica nervosa todos os argumentos dos oponentes . Mais tarde, dr. DF Malan exclama: "Esta é a nossa seriedade!" 

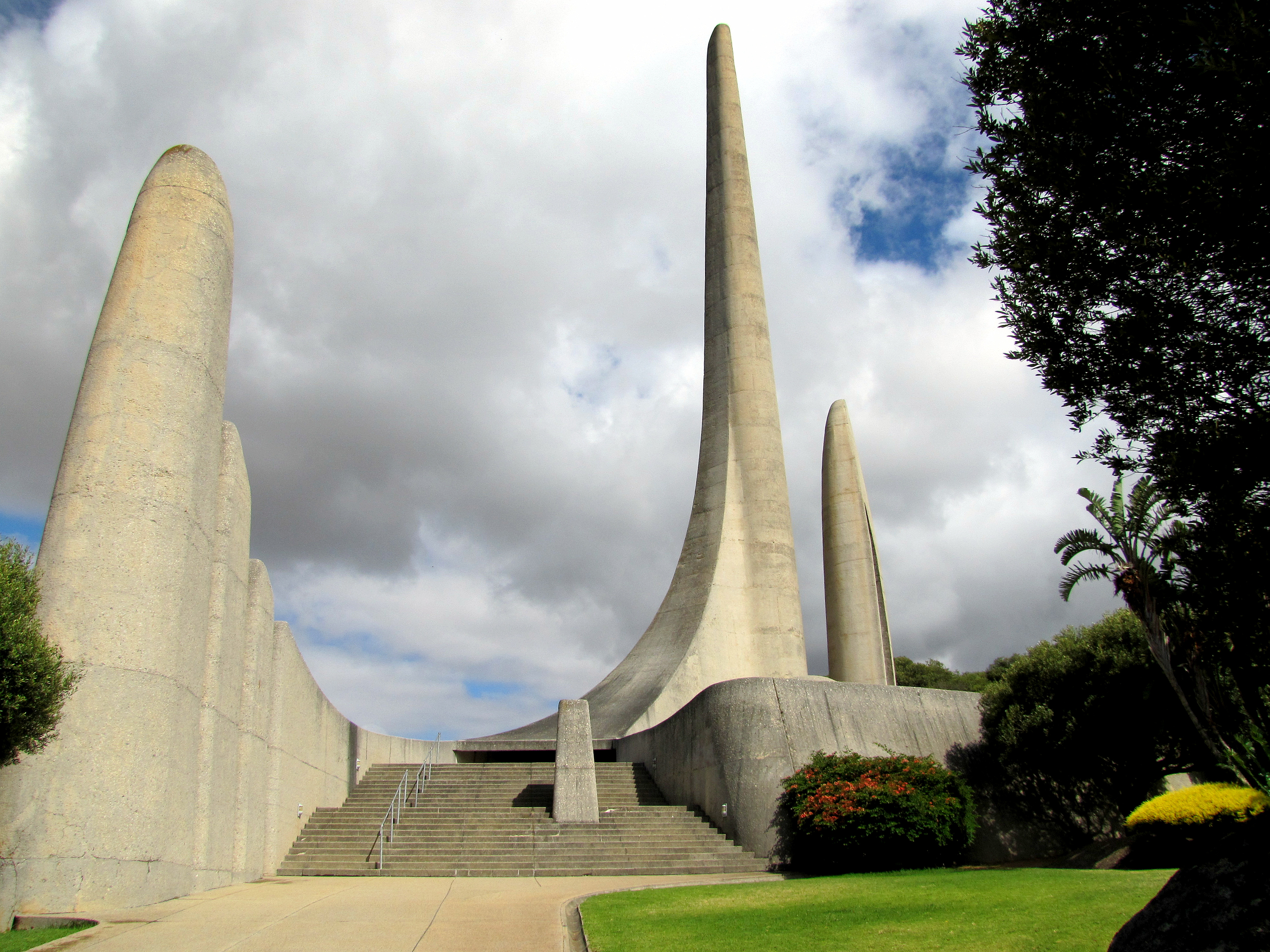
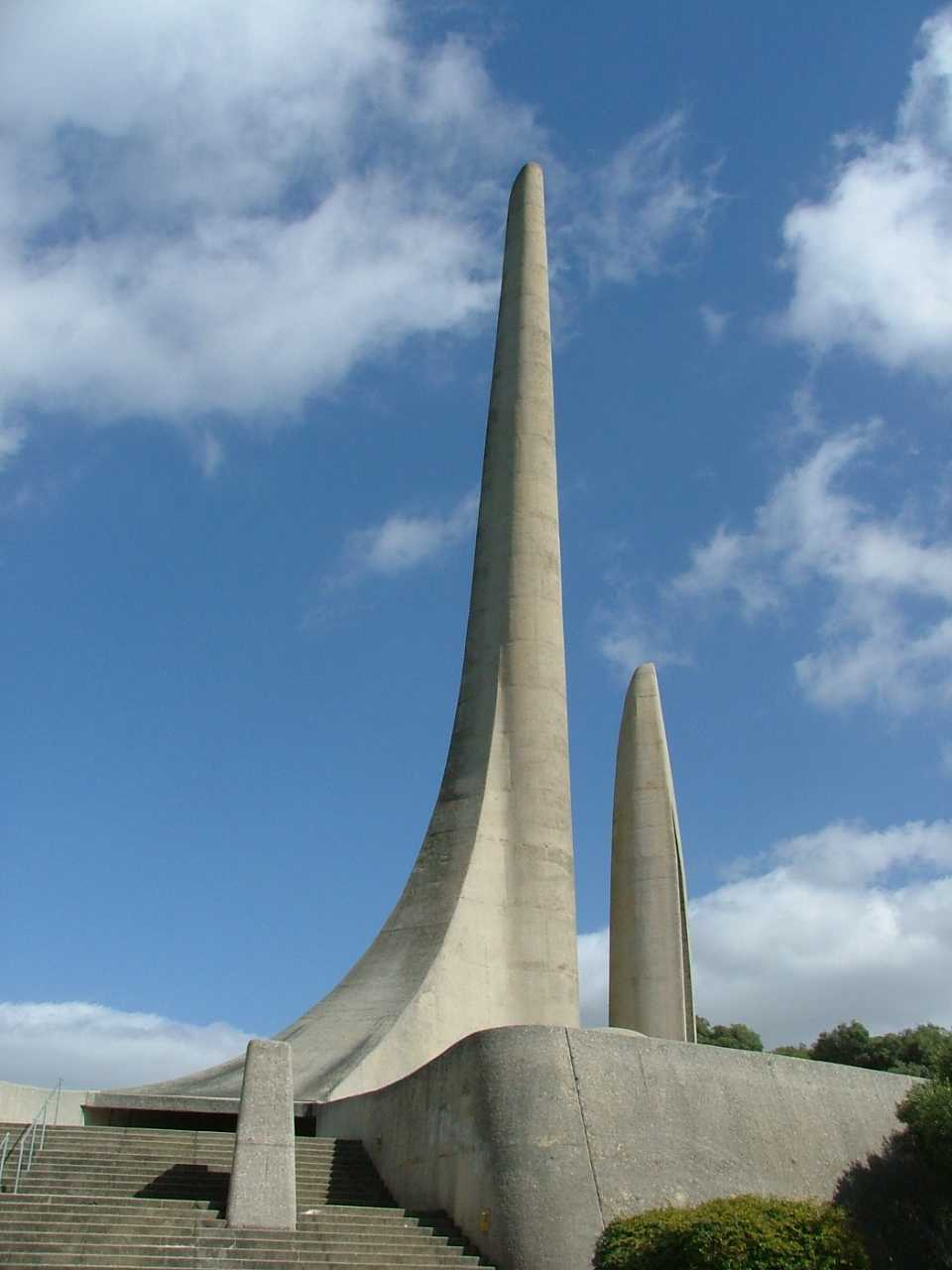
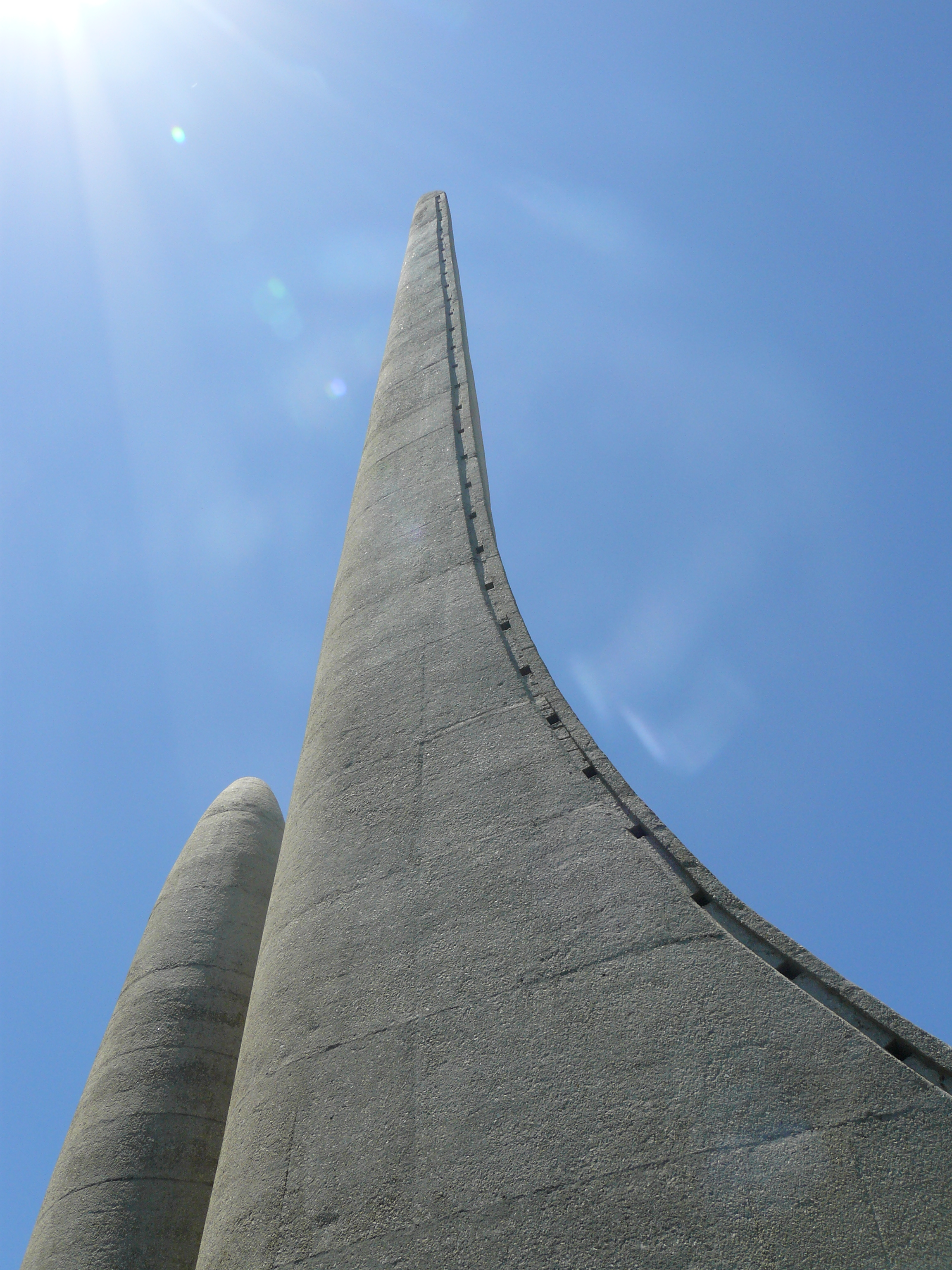
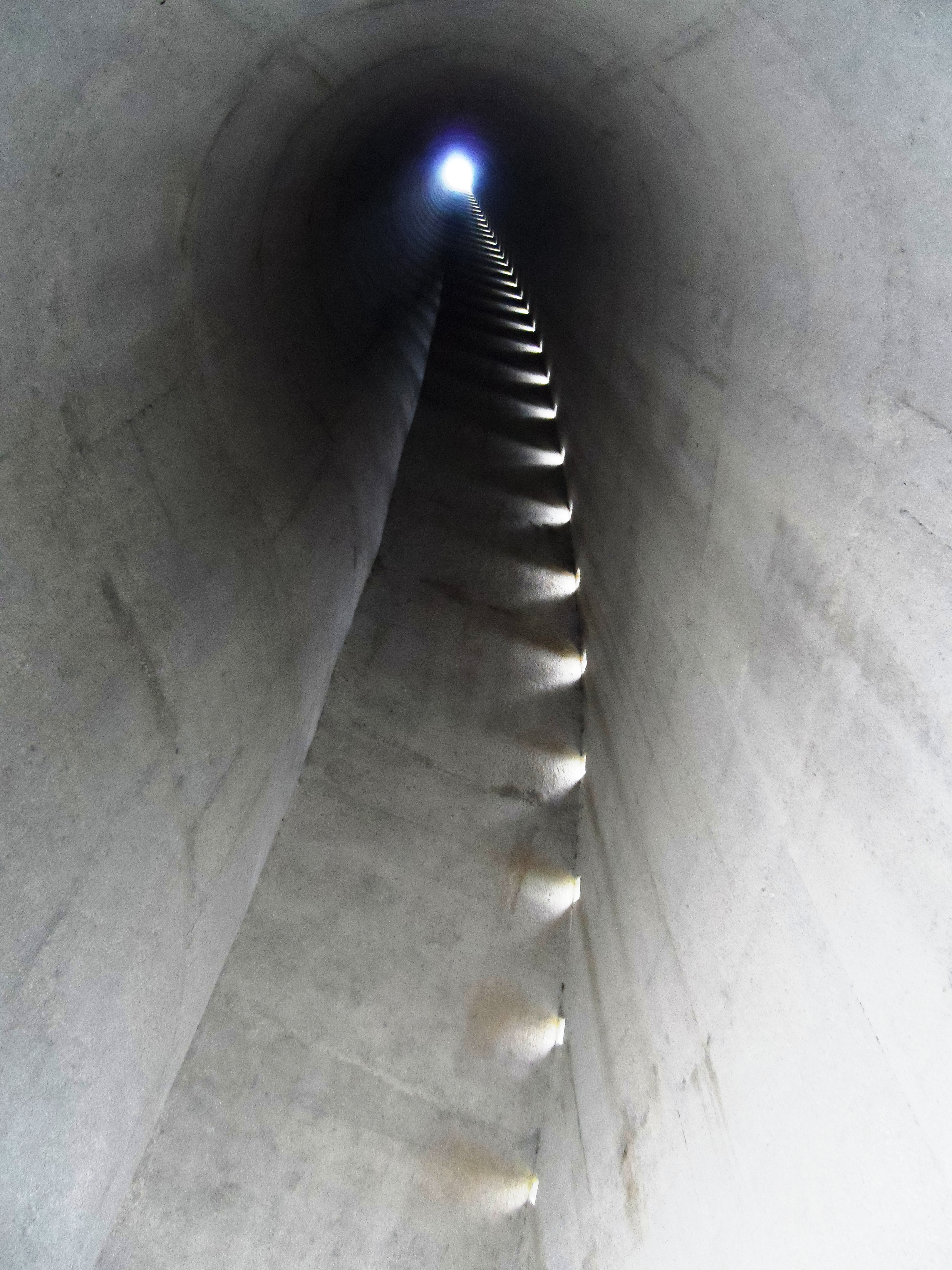
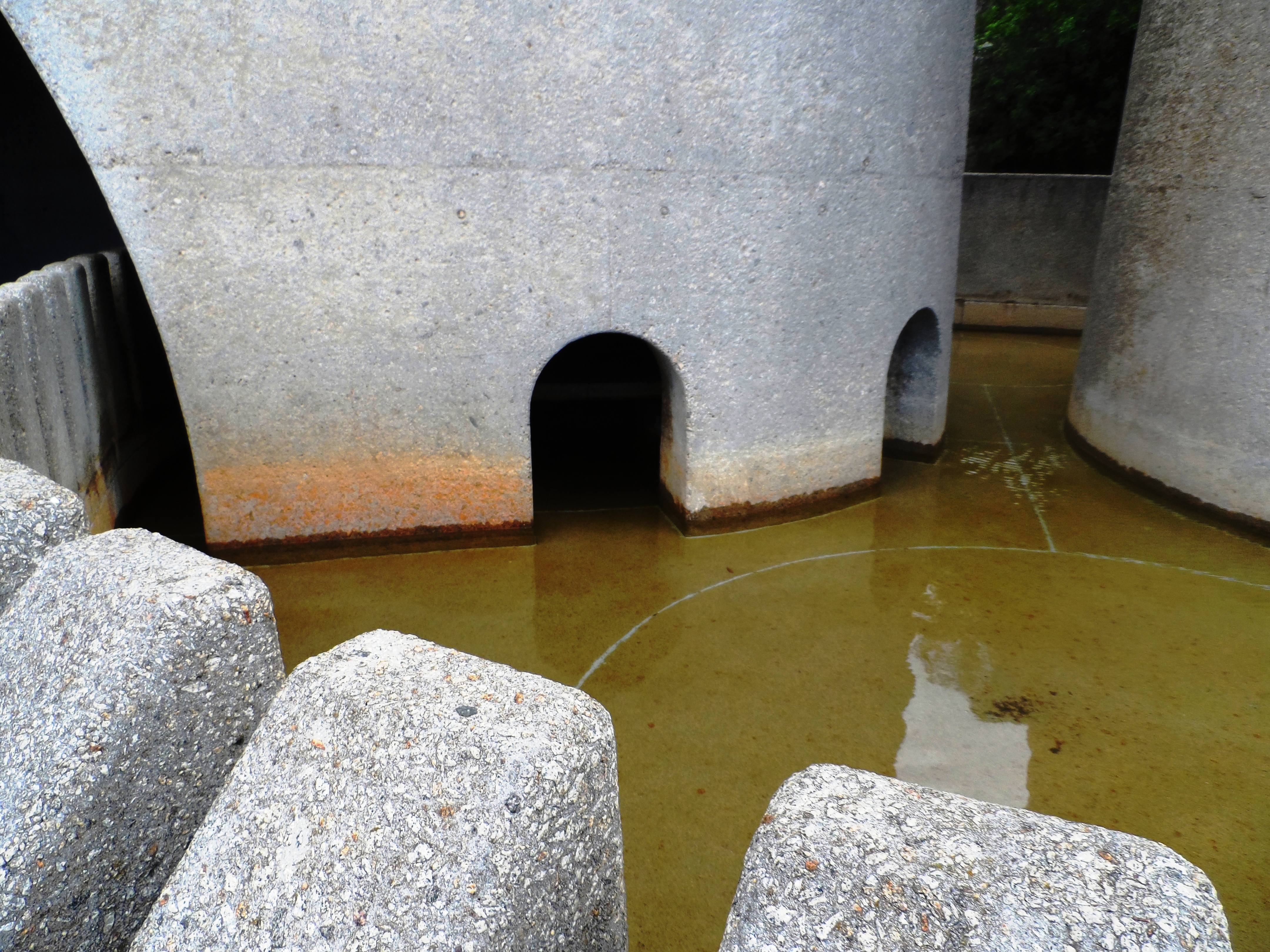
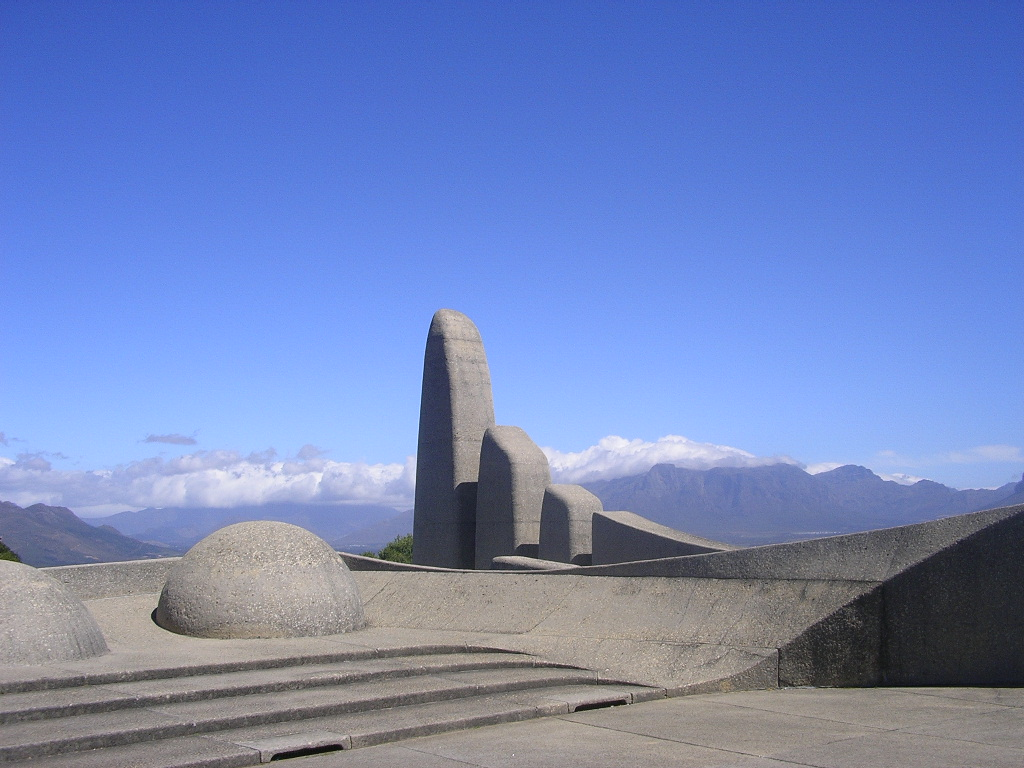
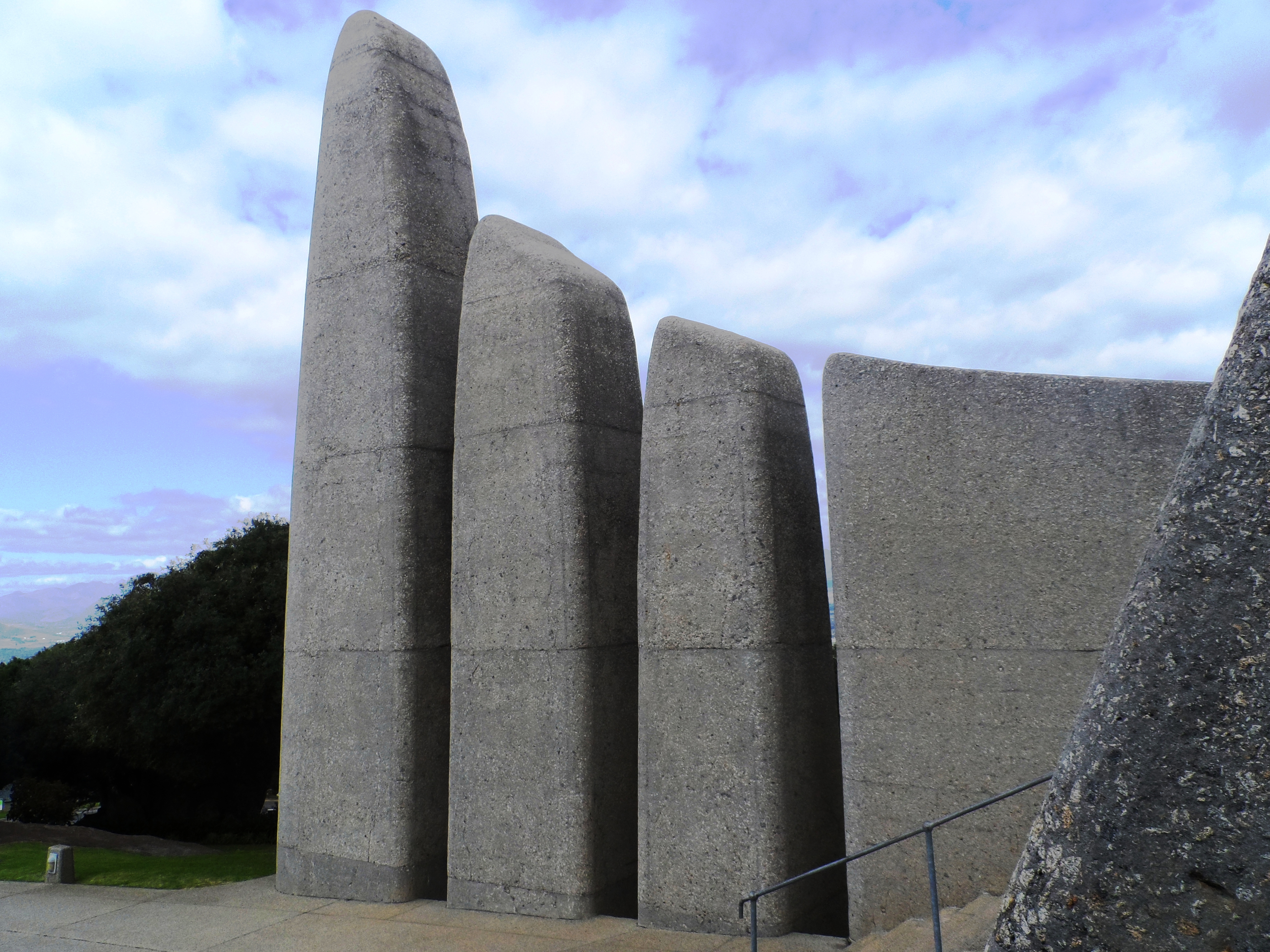
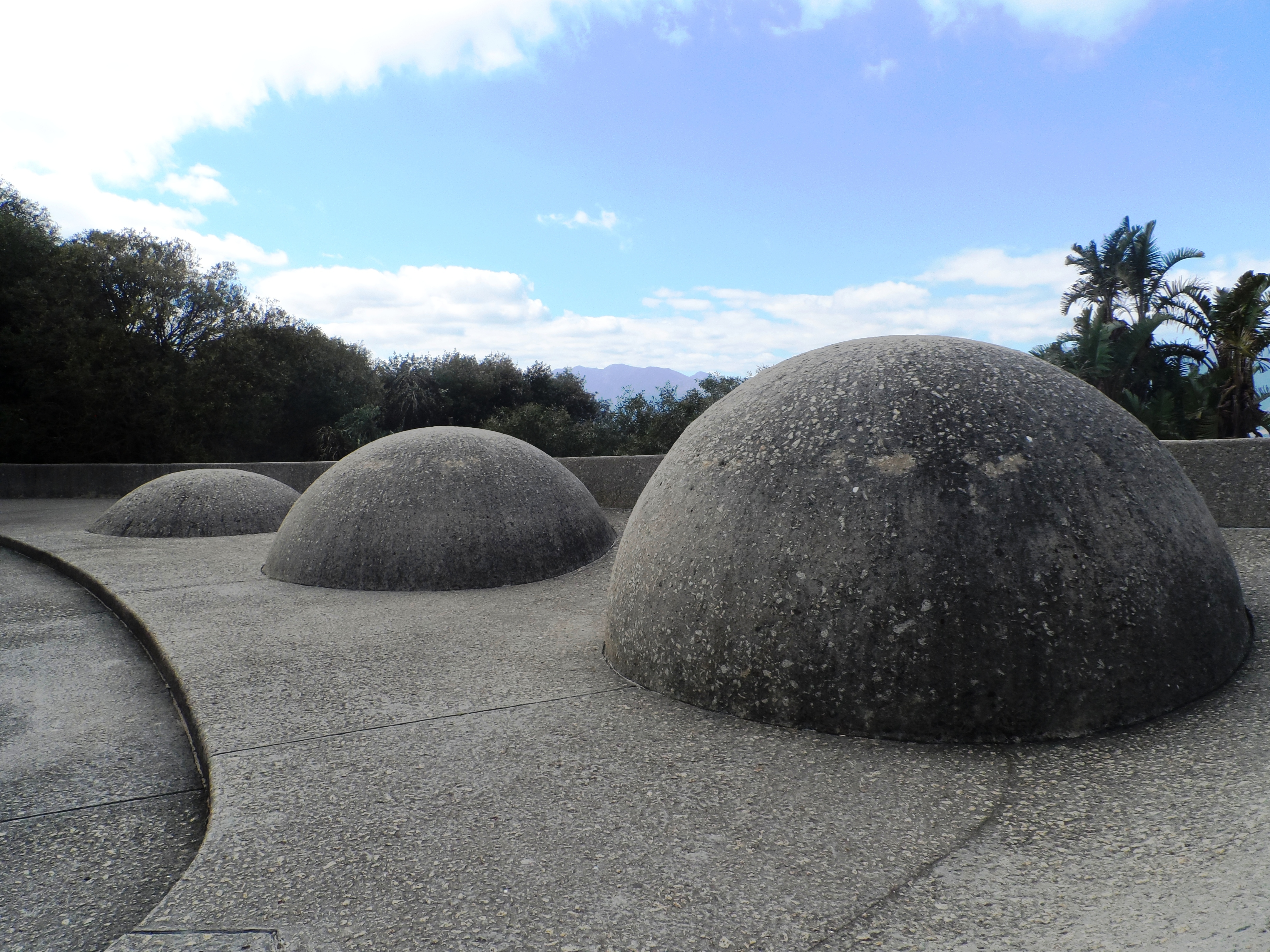
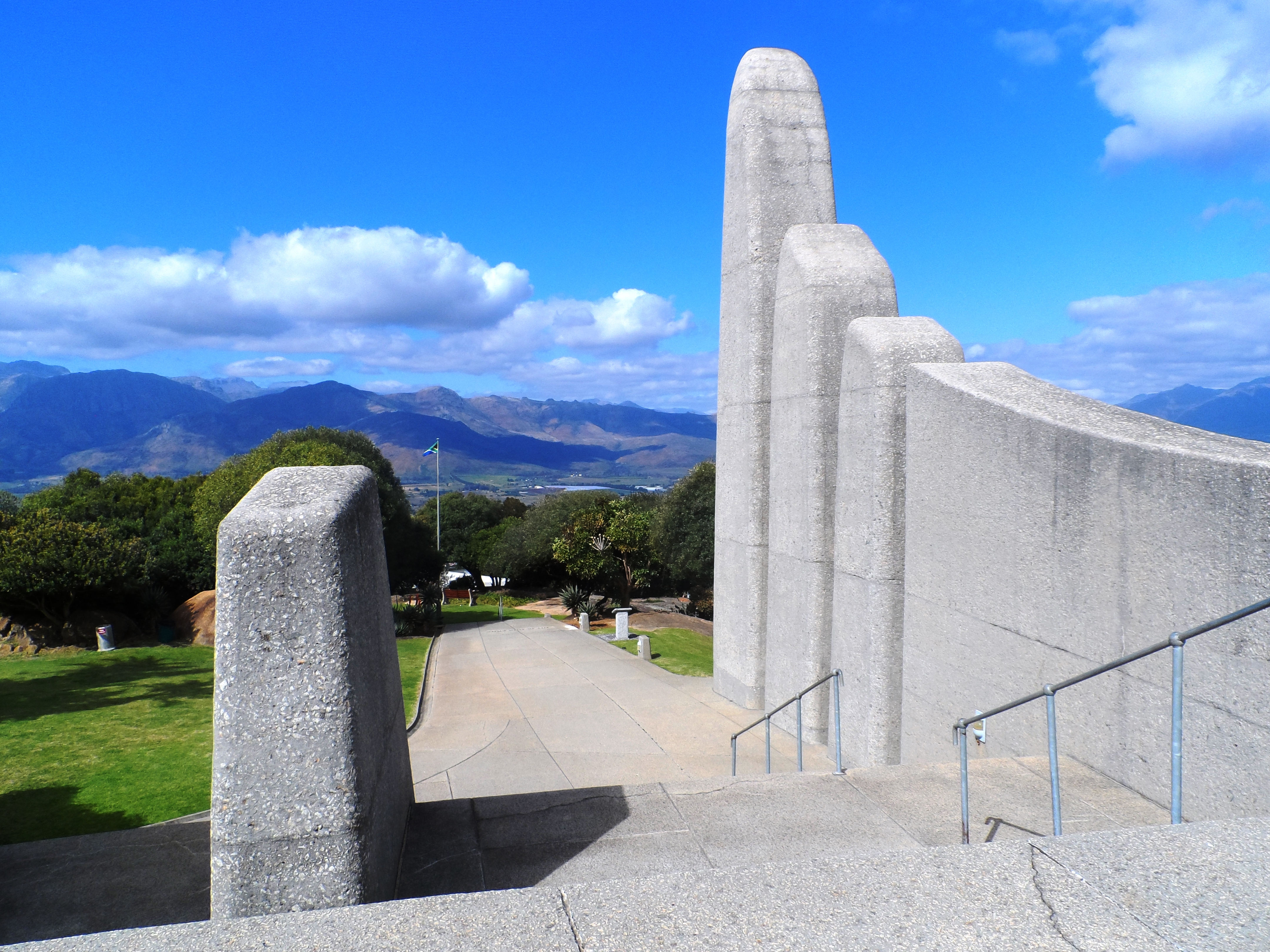